# デビ・デリーベリー
デビ・デリーベリー（Debi Derryberry、1967年9月27日 - ）は、アメリカ合衆国の女優、声優。アニメ『ジミー・ニュートロン 僕は天才発明家!』のキャラクター、ジミー・ニュートロンの声優として知られている。

## 出演作品
太字はメインキャラクター。

### 声優

#### テレビアニメ
1990年
- Bobby's World（1990年-1998年、Jackie）

1991年
- タズマニア（1991年-1995年、ジェイク）

1992年
- The Addams Family（ウェンズデー・アダムス）

1994年
- ぎゃあ!!!リアル・モンスターズ（様々なキャラクター）

1995年
- Life with Louie（Jeannie Harper）
- What-A-Mess（Daughter）

1996年
- Jumanji（1996年-1999年、Judy Shepherd）
- 天地無用!（1996年-1998年、魎皇鬼, 満奇）

1997年
- ジョニー・ブラボー（様々なキャラクター）
- カウ&チキン（様々なキャラクター）
- Bad Baby（Eubie / Kelly）

1998年
- キャットドッグ（様々なキャラクター）
- Runaway Rocketboy!（ジミー・ニュートロン） - パイロット版

1999年
- 新・天地無用!（1999年-2000年、魎皇鬼, 幽戯）

2000年
- サウスパーク（Miss Information）

2001年
- Hello!オズワルド（Weenie, Catrina, others）
- Jay Jay the Jet Plane（2001年-2005年、Jay Jay, Savannah, Herky, Revvin Evan） - メアリー・ケイ・バーグマンの後任
- Grim and Evil（2001年-2002年、様々なキャラクター）

2002年
- The Adventures of Jimmy Neutron, Boy Genius（2002年-2006年、ジミー・ニュートロン, アンバー, ニッサなど）
- 学園パトロール フィルモア（様々なキャラクター）
- プレイハウスディズニー（2002年-2007年、Clay）

2003年
- ビリー&マンディ（2003年-2008年、ナーゴルジュニア）
- LeapFrog video series（2003年-2004年、Tad）

2004年
- The Jimmy Timmy Power Hour（2004年-2006年、ジミー・ニュートロン） - クロスオーバー作品
- Stroker and Hoop（Jack's Girl, Miss Squash Casserole）

2005年
- Danger Rangers（Emily, Mark）
- 金色のガッシュベル!!（2005年-2007年、ガッシュ・ベルなど）

2006年
- おさるのジョージ（様々なキャラクター）

2009年
- おさるのジョージ 早くこいこい、クリスマス（ニョッキ）

2010年
- Planet Sheen（2010年-2013年、Princess Oomlout (Second Face)）

2014年
- TripTank（Billy） - エピソード「Ricky the Rocketship」「Show for All Ages」

2015年
- ビー・クール スクービー・ドゥー!（様々なキャラクター）
- 美少女戦士セーラームーン（ダイアナ） - VIZ吹き替え版
- 美少女戦士セーラームーンCrystal（ダイアナ）

2017年
- Hanazuki: Full of Treasures（様々なキャラクター）
- バディ・サンダーストラック（マンシーなど）
- ベン:10（Simon Sez, Camperhead #2）

2019年
- Care Bears: Unlock the Magic（Cheer Bear, Love-a-Lot Bear, Robbie）
- Tigtone（Helpy）

2020年
- ブレイズ&モンスター・マシン（Zuzu） - エピソード「The Great Space Race」

#### アニメ映画
1992年
- アラジン（追加ボイス）

1995年
- ベイブ（子犬たち）
- トイ・ストーリー（エイリアン, トロール, ピザ・プラネットのインターホンの声, 追加ボイス）
- The New Adventures of Peter Rabbit（Flopsy, Mopsy, Hopsy, Cottontail, Fluff）

1996年
- Dot & Spot's Magical Adventure（Dot）
- 劇場版 天地無用! in LOVE（魎皇鬼）

1997年
- キャッツ・ドント・ダンス（追加ボイス）

1998年
- O' Christmas Tree（Tree, Chipmunk）

1999年
- トイ・ストーリー2（エイリアン, エイミー）
- くるみ割り人形〜マリーとおかしな仲間たち（マリー, フリッツ）

2000年
- Whispers: An Elephant's Tale（Whispers）

2001年
- わんわん物語II（アネット）
- バンパイアハンターD（少女）
- ジミー・ニュートロン 僕は天才発明家!（ジミー・ニュートロン）

2003年
- シャーロットのおくりもの ウィルバーの大ぼうけん（ファーン）
- 天空の城ラピュタ（シータ（幼少期）, マッジ, 追加ボイス） - ディズニー吹き替え版

2005年
- マペット・ムービー（様々なキャラクター） - ディズニービデオ作品

2006年
- アイス・エイジ2（ガストルニスの母）
- Casper's Scare School（History Teacher, Banana Lady）

2008年
- ホートン/ふしぎな世界のダレダーレ（Who Mom）

2010年
- The Legend of Secret Pass（Shelby）

2013年
- 怪盗グルーのミニオン危機一発（追加ボイス）

2014年
- Alpha and Omega 3: The Great Wolf Games（Runt）
- オズ めざせ!エメラルドの国へ（速記者）
- Alpha and Omega 4: The Legend of the Saw Tooth Cave（Runt）

2015年
- Alpha and Omega 5: Family Vacation（Runt）
- Monster High: Boo York, Boo York（ドラキュローラ）

2016年
- Norm of the North（Little Girl）
- Alpha and Omega 6: Dino Digs（Runt）
- Barbie: Dreamtopia（Otto's Mom）
- Trolland（Jessica, Adrian, Kid #1）
- Alpha and Omega 7: The Big Fureeze（Runt）

2017年
- Alpha and Omega 8: Journey to Bear Kingdom（Runt）

2021年
- 劇場版 美少女戦士セーラームーンEternal（ディアナ）

2022年
- ミニオンズ フィーバー（追加ボイス）

#### OVA
1993年
- 天地無用! 魎皇鬼（1993年-1995年, 2005年、魎皇鬼）

2003年
- アニマトリックス（子供）

#### WEBアニメ
2012年
- モンスター・ハイ（2012年-2013年、ドラキュローラ）

2015年
- FはFamilyのF（2015年-2021年、モーリーン・マーフィー, Philip Bonfiglio, Bridget Fitzsimmonsなど）

2016年
- スマイルプリキュア!（キャンディ） - Netflixで配信

2017年
- ドキドキ!プリキュア（相田マナ） - Netflixで配信

#### ゲーム
1990年
- イースI・II（フィーナ）

2000年
- 魔術士オーフェン（ドーチン, ジャド）

2001年
- クラッシュ・バンディクー4 さくれつ!魔神パワー（ココ・バンディクー）
- Jimmy Neutron: Boy Genius（ジミー・ニュートロン）
- ファイナルファンタジーX（祈り子）

2002年
- Jay Jay the Jet Plane: Jay Jay Earns His Wings（Jay Jay, Herky, Savannah, Revvin' Evan）
- Jay Jay the Jet Plane: Sky Heroes to the Rescue（Jay Jay, Herky, Savannah, Revvin' Evan）
- Jay Jay the Jet Plane: High-Flying Sky Circus（Jay Jay, Herky, Savannah, Revvin' Evan）
- Nickelodeon Party Blast（ジミー・ニュートロン）

2003年
- アークザラッド 精霊の黄昏（ベベドア）
- The Adventures of Jimmy Neutron Boy Genius: Jet Fusion（ジミー・ニュートロン）
- クラッシュ・バンディクー 爆走!ニトロカート（ココ・バンディクー, ポーラ）
- ファイナルファンタジーX-2（祈り子）

2004年
- テイルズ オブ シンフォニア（ノイシュ, セレス・ワイルダー）
- クラッシュ・バンディクー5 え〜っ クラッシュとコルテックスの野望?!?（ココ・バンディクー, ドクター ネオ・コルテックス（少年時代））
- The Adventures of Jimmy Neutron Boy Genius: Attack of the Twonkies（ジミー・ニュートロン）

2005年
- killer7（ラブ・ウィルコックス）
- クラッシュ・バンディクー がっちゃんこワールド（ココ・バンディクー）
- Nicktoons Unite!（ジミー・ニュートロン）

2006年
- Nicktoons Winners Cup Racing（ジミー・ニュートロン）
- サルゲッチュ3（ウッキーピンク）
- Over the Hedge（Kid）
- 龍が如く（澤村遥）
- スポンジ・ボブとなかまたち（ジミー・ニュートロン）

2007年
- Crash of the Titans（ココ・バンディクー, ニーナ・コルテックス（ニンテンドーDS版のみ））
- Nicktoons: Attack of the Toybots（ジミー・ニュートロン）

2008年
- ゴッド・オブ・ウォー 落日の悲愴曲（カリオペ）
- Crash: Mind over Mutant（ココ・バンディクー）
- SpongeBob SquarePants featuring Nicktoons: Globs of Doom（ジミー・ニュートロン）

2010年
- ノーモア★ヒーローズ2 デスパレート・ストラグル（マット・ヘルムズ, ミミー）
- 白騎士物語（ロッコ）
- ゴッド・オブ・ウォーIII（カリオペ）

2011年
- 白騎士物語 -光と闇の覚醒-（ロッコ）

2012年
- Nicktoons MLB（ジミー・ニュートロン（ニンテンドー3DS版のみ））
- ストリートファイター X 鉄拳（パックマン）

2013年
- The Wonderful 101（ルカ・アラン・スミシー, ワンダ・フューチャー）

2014年
- Guild Wars 2（Taimi, others）

2016年
- FNaF World（Chica's Magic Rainbow）

2017年
- クラッシュ・バンディクー ブッとび3段もり!（ココ・バンディクー, タウナ・バンディクー）
- Wolfenstein II: The New Colossus（ウィリアム・ジョセフ・ブラスコヴィッチ（幼少期））

2019年
- クラッシュ・バンディクーレーシング ブッとびニトロ!（ココ・バンディクー, ベイビーココ, ニーナ・コルテックス, パサディーナ・オポッサム）

2020年
- 原神（マル, メリュジーヌ, デラロッシュ）

2021年
- クラッシュ・バンディクー ブッとび!マルチワールド（ココ・バンディクー, ニーナ・コルテックス, 偽ココ）

2022年
- Nickelodeon Kart Racers 3: Slime Speedway（ジミー・ニュートロン）

2023年
- ザ・シムズ4（乳児）
- Nickelodeon All-Star Brawl 2（ジミー・ニュートロン）

2024年
- 龍が如く8（追加ボイス）
- GRANBLUE FANTASY: Relink（マギラフリラ）

#### テーマパークの音声
1993年
- カルーセル・オブ・プログレス（パトリシア）

2003年
- Jimmy Neutron's Nicktoon Blast（ジミー・ニュートロン）

#### CM
- 医薬品のアルカセルツァーのキャラクター、Speedy[2]
- 電池メーカーのデュラセルのキャラクター、Zack Putterman[2]

### 俳優

#### テレビドラマ
1988年
- Hey Vern, It's Ernest!（Skeeter / Willie the Robots Friend / Alien Child）

1990年
- Archie: To Riverdale and Back Again（Midge Mason）

1999年
- サンフランシスコの空の下（Mrs. Pinchon） - エピソード「Fate, Hope and Charity」

2008年
- iCarly（2008年-2009年、フランクリン校長の助手） - 3エピソード

#### 映画
1993年
- フリー・ウィリー（Jesse (スタントのみ)） - クレジットなし

2004
- Comic Book: The Movie（Debbie Newman）

2007年
- マスク・オブ・デビル（Cancer Patient）

2018年
- Gamers Anonymous（Phyllis）